# Râul Mureș între Brănișca și Ilia
Râul Mureș între Brănișca și Ilia este o arie protejată (sit de importanță comunitară — SCI) din România, desemnată în scopul protejării biodiversității și menținerii într-o stare de conservare favorabilă a florei spontane și faunei sălbatice, precum și a habitatelor naturale de interes comunitar aflate în arealul zonei de protecție. Aceasta este întinsă pe o suprafață de 1.855,5 ha, integral pe uscat.

## Localizare
Centrul sitului Râul Mureș între Brănișca și Ilia este situat la coordonatele 45°56′10″N 22°47′51″E / 45.936219°N 22.797589°E. Situl se întinde pe teritoriile administrative ale comunelor Brănișca, Ilia, Șoimuș și Vețel din județul Hunedoara.

## Înființare
Situl Râul Mureș între Brănișca și Ilia a fost declarat sit de importanță comunitară (ROSCI0373) în septembrie 2011 pentru a proteja 15 specii de animale.

## Biodiversitate
Situată în ecoregiunea continentală, aria protejată nu include niciun habitat protejat.
La baza desemnării sitului se află mai multe specii protejate:
- amfibieni (4): buhai de baltă cu burtă roșie (Bombina bombina), izvoraș-cu-burta-galbenă (Bombina variegata), triton cu creastă (Triturus cristatus), tritonul comun transilvănean (Triturus vulgaris ampelensis)
- mamifere (1): vidră de râu (Lutra lutra)
- nevertebrate/libelule (3): Coenagrion ornatum (albilița portocalie), Cordulegaster heros (calul-dracului), Ophiogomphus cecilia
- pești (6): avat (Aspius aspius), zvărlugă (Cobitis taenia Complex), boarță (Rhodeus amarus), porcușor de nisip (Romanogobio kesslerii), porcușor de șes (Romanogobio vladykovi), câră (Sabanejewia balcanica)
- reptile (1): țestoasa de baltă (Emys orbicularis)